# Соколовская, Жанна Павловна
Жа́нна Па́вловна Соколо́вская (укр. Жанна Павлівна Соколовська, 1 августа 1932, Малая Виска — 27 июля 2012, Киев, Украина) — украинский учёный, лингвист, исследовательница лексической семантики. Доктор филологических наук, профессор.

## Научная карьера
- 1955 год — окончила филологический факультет Одесского государственного университета (ныне Одесский национальный университет имени И. И. Мечникова). По завершении обучения в ОГУ работала в Багдадском и Кишинёвском университетах, в Польше, Венгрии, Болгарии.
- С сентября 1972 года начала работать в Кировоградском педагогическом институте, в котором заведовала кафедрой общего языкознания (1981—1987) и читала курсы по общему языкознанию, фонетике, лексикологии русского языка.
- В 1970 году защитила кандидатскую диссертацию, в 1981 году защитила докторскую диссертацию.
- 20 сентября 1982 году ей была присвоена ученая степень доктора филологических наук.
- В 1984 году Соколовской присвоено звание профессора по кафедре общего языкознания.
- Долгое время Ж. П. Соколовская проработала в Ивано-Франковском педагогическом институте и Прикарпатском национальном университете имени Василия Стефаника, в котором в 1988 году была назначена на должность заведующей кафедрой русского языка, а в 1995 году — на должность заведующей кафедрой славянских языков.
- После 1996 года работала в Ялте (Ялтинский университет менеджмента), Симферополе (Таврический национальный университет им. В. И. Вернадского, Таврический экологический университет)[2].

## Семья
- Муж — Николай Александрович Рудяков (1926, Одесса — 1993, Ивано-Франковск), доктор филологических наук, профессор. Специалист по проблемам лингвистического анализа художественного текста, теории языка, автор монографий и учебников. Работал в Кировоградском педагогическом институте, Прикарпатском университете имени Василия Стефаника (1988—1993), преподавал в университетах Багдада и Ханоя. Участник Великой Отечественной войны[3][4].

- Сын — Александр Николаевич Рудяков (род. 1955, Одесса), доктор филологических наук (1999), профессор (2001), ректор Крымского республиканского института последипломного педагогического образования (с 2003). Заслуженный работник образования Украины (2006), почётный работник высшего профессионального образования Российской Федерации (2016). Член Общественной палаты Республики Крым от Региональной общественной организации «Караимская община Крыма» (с 2020), заместитель председателя палаты (с 2020).
- Сын — Павел Николаевич Рудяков (1958, Одесса — 2021, Киев), доктор филологических наук, профессор, специалист в области сербской и хорватской литератур.

## Публикации
Научное наследие Ж. П. Соколовской составляет более 100 работ, среди которых 13 монографий по лексической семантике.

### Основные научные работы
- Соколовская Ж. П. Проблема лексической синонимии в современной лингвистике [пособие для студентов филологического факультета]. — Кишинев, 1970.
- Соколовская Ж. П. Система в лексической семантике. — К.: Вища школа, 1979. — 189 с.
- Соколовская Ж. П. Проблемы системного описания лексической семантики. — К.: Наукова думка, 1990. — 183 с.
- Соколовская Ж. П. «Картина мира в значениях слов». — Симферополь: Таврия, 1993. — 231 с.
- Соколовская Ж. П. Семантическая структура слова и «картина мира»: «семантические фантазии» или «катехизис семантики». — Симферополь: РИО Таврического экологического института, 1998. — 184 с.
- Соколовская Ж. П. «Картина мира» в значениях слов: «семантические фантазии» или «катехизис семантики?». — Симферополь: РИО Таврического экологического института, 1999. — 232 с.